# Santa Lucía (Maracaibo)
Pour les articles homonymes, voir Santa Lucia.
Santa Lucía est l'une des dix-huit paroisses civiles de la municipalité de Maracaibo dans l'État de Zulia au Venezuela. Sa capitale est Maracaibo.